# Askanios
Askanios (grek. Ασκανιος) var en sjö- och flodgud i grekisk mytologi. Han bodde i västra Bithynien i Anatolien (nutidens Turkiet) och var förmodligen son till titanerna Okeanos och Tethys.
Han var far till mysierna och möjligtvis även till Metia.